# 林鶴年 (1914年)
林鶴年（1914年12月12日—1994年12月7日），台灣臺中市霧峰林家成員，為林紀堂第四子，是台灣地方派系臺中縣紅派創始者，曾任臺中縣縣長。

## 生平

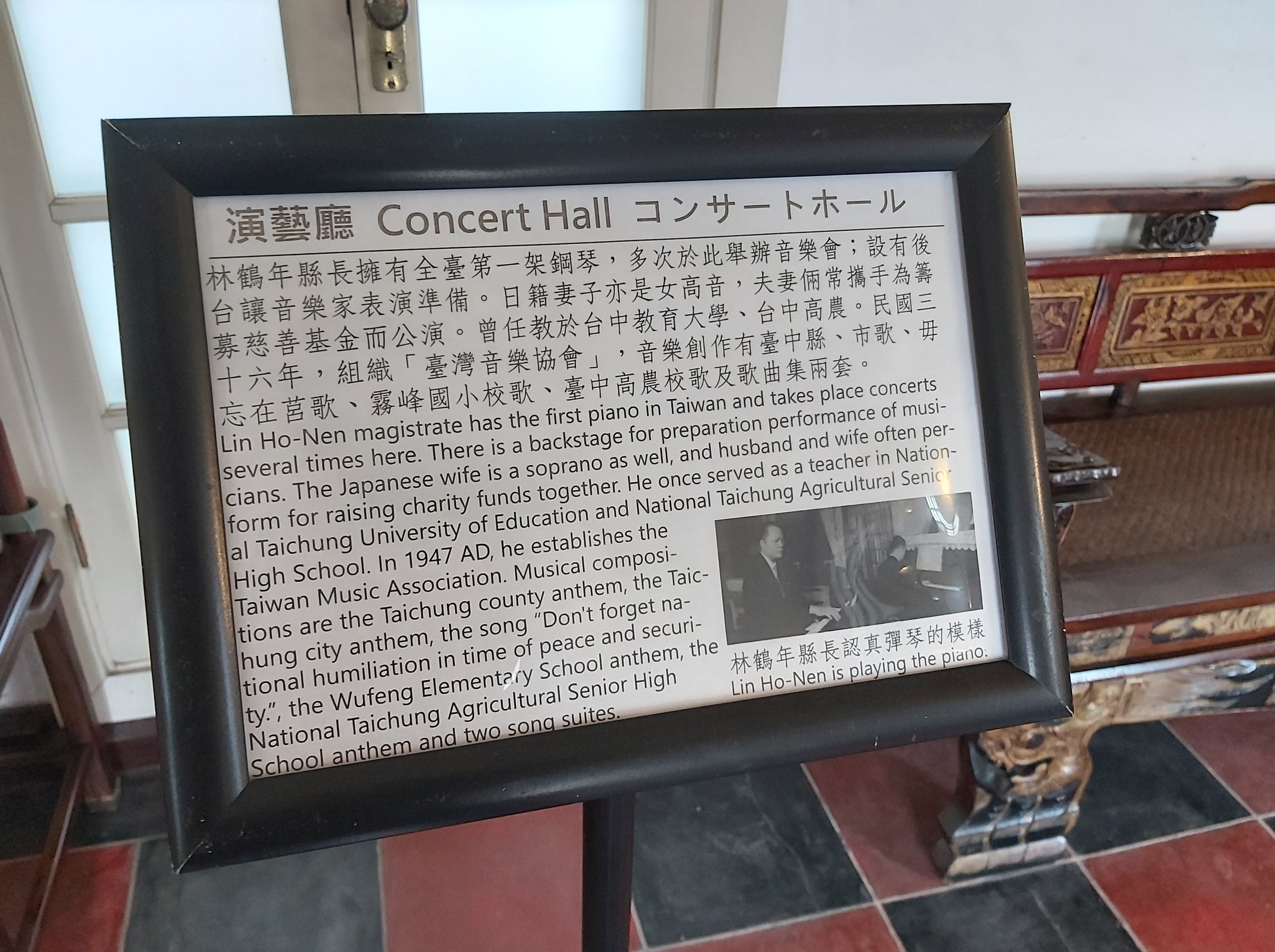
霧峰林宅頤圃演藝廳解說牌上關於林鶴年雅好音樂的相關介紹。

林鶴年為霧峰林家林紀堂四子，母親陳岺為彰化縣望族，上面三男皆出生不久後辭世。小時曾進入私塾。:209大正十四年（1925年），進入霧峰公學校（今霧峰國小，原址為今明台高中），再就讀青年夏令學校，並學習音樂。1932年就讀臺中一中，畢業後赴日本留學，初就讀日本大學藝術部演劇科，1942年畢業於東洋音樂專門學校（今東京音樂大學）。曾擔任日本聲樂家藤原義江創設的「藤原歌劇團」男中音，並在昭和天皇御前演唱。 
回臺後投身於臺灣新劇運動，與三十餘人組織「臺灣蝴蝶演劇研究會」，曾在「樂舞臺」演出《誰之過》、《復活的玫瑰》等。
二戰後，林鶴年於1951年當選為首屆民選臺中縣縣長，隨後於1957年、1964年分別當選為第3、5屆縣長，省轄臺中市市歌與臺中縣縣歌均由林鶴年譜曲。民國四十八年（1959年）5月，林鶴年主持「支援藏胞抗暴義演音樂會」，夫妻一起合唱歌劇《浮士德》、《蝴蝶夫人》、《曼儂》、《弄臣》、《茶花女》，博得滿堂喝采。
林鶴年為響應總統蔣中正救濟大陸災胞活動，作曲演奏。獲陳果夫賞識才華，撰文於報章讚賞。民國四十八年（1959年）夏天，蔣中正總統於日月潭召見中部軍政首長，林鶴年夫婦受邀與會。席間蔣總統作詞，林鶴年譜曲，由妻子演唱。受蔣總統及夫人讚賞，並以「音樂縣長」相贈。
林鶴年在臺中縣長任內協助政府闢建公館空軍基地、完成建港計畫、改組農會及社區改造。:210第七屆縣長選舉時，一度使林、陳二派支持參選，最後林鶴年選擇退出選舉。:210出任華南銀行監察人。

## 家族與個人生活

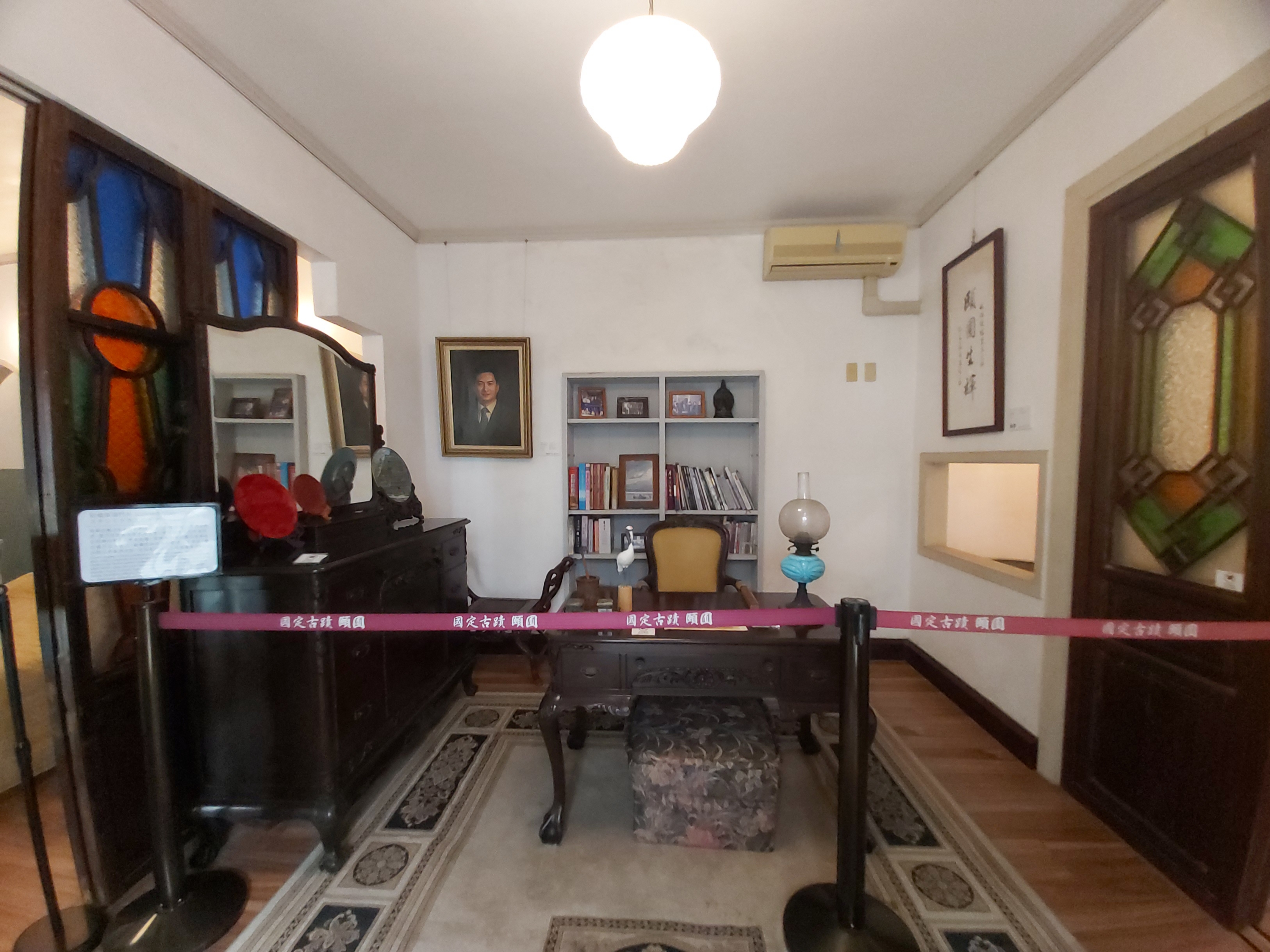
林鶴年位於霧峰頤圃的書房

- 林鶴年出身霧峰林家，為林獻堂堂姪。在1951年縣長選舉中，林獻堂兒子林攀龍等曾在報紙上發表支持其對手陳水潭。不過在選後，林獻堂即答應幫忙林鶴年償還債務。

- 林鶴年第一任妻子為臺中醫師陳朔方的女兒。當時因林鶴年太會花錢，沒人敢將女兒嫁給他。後來是他跪在陳朔方面前保證戒掉亂花錢的習慣，陳朔方才將女兒嫁給他，但兩人後來離婚。[5]1945年林鶴年再娶出身日本貴族的名取信子（漢名林伶惠），名取信子為日本名醫名取甚作之女。名取信子長兄名取禮二（名取礼二）曾任東京慈惠會會長、東京慈惠會醫科大學校長。[2]:209名取信子曾受高級音樂教育、留學歐洲專攻歌劇。在東洋音樂學校時同攻聲樂時與林鶴年認識，兩人於1945年結婚，膝下無子。林鶴年過世後，林伶惠擔任「蘭生仁愛之家」董事長，但曾因管理不善引發爭議，2008年過世。[5]

## 傳記及參考資料
- 國史館，〈林鶴年先生事略〉，《國史館現藏民國人物傳記史料彙編第十四輯》，國史館，1996年1月出版。

| 前任： －     | 台中縣縣長 1951年—1954年 | 繼任： 陳水潭 |
| 前任： 廖五湖 | 台中縣縣長 1957年—1960年 | 繼任： 何金生 |
| 前任： 何金生 | 台中縣縣長 1964年—1968年 | 繼任： 王子癸 |